# Check It Out! with Dr. Steve Brule
Check It Out! with Dr Steve Brule est une série télévisée comique américaine en 24 épisodes de 11 minutes, spin-off de Tim and Eric Awesome Show, Great Job!, mettant en vedette John C. Reilly jouant le personnage du Dr Steve Brule. La série a été diffusée entre le 16 mai 2010 et le 29 juillet 2016 sur Adult Swim.